# Djadjoua
Djadjoua, rod kukaca kornjaša iz potporodice hrušteva (Melolonthinae), porodica truležari (Scarabaeidae), koji žive na Komorima i Madagaskaru.

## Vrste
Vrste:
- Djadjoua viettei Lacroix, 1993
- Djadjoua viossati Lacroix, 1993